# Glacier Onelli
Le glacier Onelli (en espagnol : glaciar Onelli) est un glacier situé dans le parc national Los Glaciares, dans la province de Santa Cruz, dans le Sud de l'Argentine. Les eaux de fonte du glacier se déversent dans la baie Onelli (es), l'une des baies du lac Argentino.
Le glacier Onelli est en recul, comme les autres glaciers du champ de glace Sud de Patagonie, à l'exception du glacier Perito Moreno. Ce recul a pour conséquence directe que son tributaire, le glacier Bolado, s'en trouve séparé.
Il a été nommé en l'honneur du scientifique et explorateur italien Clemente Onelli (es) (1864-1924). Onelli émigre en Argentine en 1889. Il collabore avec Perito Moreno qui le fait entrer comme explorateur-naturaliste au Musée de La Plata (es). Employé du journal El Diario, et avec le soutien financier de Ramón Santamarina et Manuel Lainez, il fait une expédition au lac Argentino. L'ouvrage qu'il publie en 1904, Trepando los Andes, trace le récit de ses explorations en Patagonie.